# Fantomas

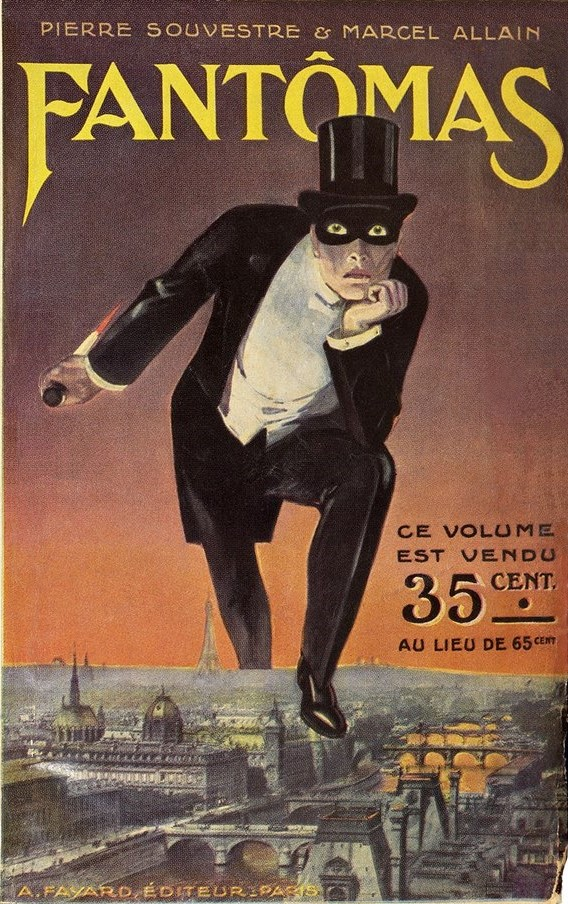
Fantomas na okładce pierwszej książki z 1911

Fantomas (fr. Fantômas) – fikcyjny przestępca, bohater cyklu kilkudziesięciu książek sensacyjnych (przeważnie z początku XX wieku) autorstwa francuskich pisarzy Pierre'a Souvestre'a (1874-1914) i Marcela Allaina (1885-1969), później postać w wielu filmach, wreszcie patron grupy muzycznej. Imienia użył także Zbigniew Nienacki w powieści młodzieżowej Pan Samochodzik i Fantomas.

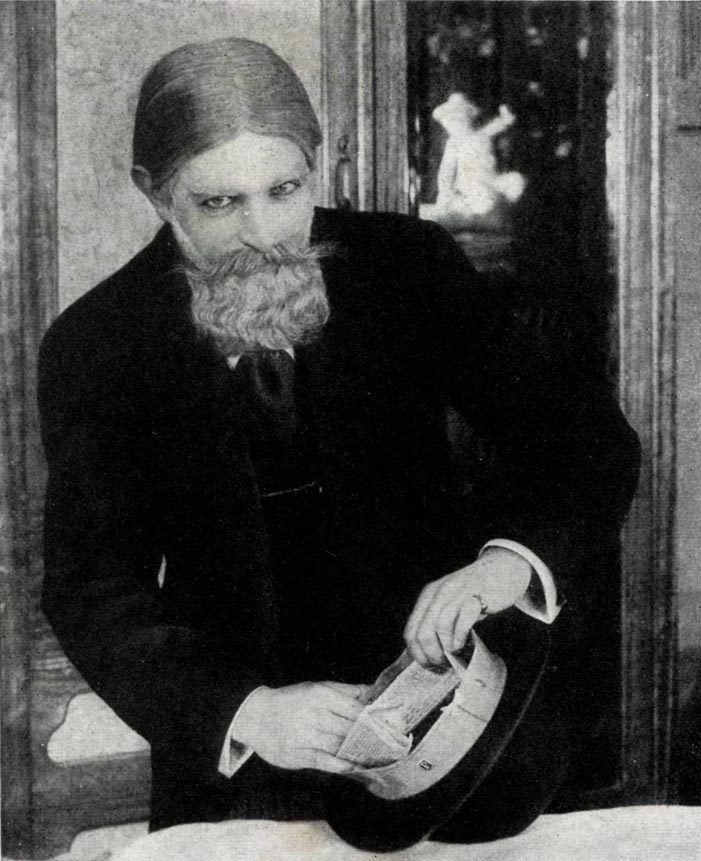
Fantomas w filmie z 1912

Filmy były początkowo nieme, czarno-białe, poważne i wierne oryginałom książkowym: Fantômas (1913), Le Faux Magistrat (1914), itd. W okresie 1913–1914 nakręcono ich w sumie pięć, a ich reżyserem był Louis Feuillade. W 1947 nakręcony został film już dźwiękowy, lecz nadal czarno-biały. W latach 60. stylistyka została zmieniona na komediową i pojawił się kolor: Fantomas (Fantômas; 1964), Fantomas wraca (Fantômas se déchaîne; 1965) i Fantomas kontra Scotland Yard (Fantômas contre Scotland Yard; 1967), w reżyserii André Hunebelle'a z bardzo popularnymi francuskimi aktorami Louis de Funèsem, Jeanem Marais i Mylène Demongeot. 
W książce Pan Samochodzik i Fantomas (z 1973) Nienacki wspomina tylko te ostatnie filmy. Paradoksalnie jego Fantomas, przebiegły złodziej obrazów, przypomina bardziej pierwowzór literacki niż postać filmową z lat 60.
Postać Fantomasa (w tej roli František Peterka) pojawiła się także w końcowych odcinkach serialu Westdeutscher Rundfunk dla dzieci i młodzieży Arabela (1980). 